# John E. Irving
John E. Irving, surnommé Jack, (1er janvier 1932 - 21 juillet 2010) est un homme d'affaires canadien qui a dirigé une partie du conglomérat officieusement connu comme le « Groupe des compagnies Irving » fondé par son père, Kenneth Colin Irving.

## Biographie
Après quelques années à exploiter une entreprise avicole, il a joint en 1952 le groupe créé par son père. 
Lorsque son père a pris sa retraite en 1972, il a été nommé vice-président du groupe à la tête de Irving Oil. 
À la suite du décès de son père K.C. Irving en 1992, le contrôle et la direction des différentes entreprises du groupe furent réparties ainsi : 
- J. K. : contrôle et responsabilité de J.D. Irving, un conglomérat avec des intérêts dans la foresterie, pâtes et papiers, textiles, journaux, matériaux de construction, aliments congelés, transport, lignes maritimes et construction de navires.
- Arthur : contrôle et responsabilité de Irving Oil, ses points de services, raffinerie de pétrole, pétroliers ainsi que terminaux de distribution.
- Jack : contrôle et responsabilité des entreprises œuvrant en construction, en ingénierie et en fabrication de l'acier.

Toutes les entreprises du groupe étaient verticalement intégrées et chacune achetait en priorité d'une autre du même groupe, ce qui permettait de maintenir les profits à l'intérieur du groupe.
Jack Irving avait la réputation d'être le plus introspectif des trois frères, étant connu pour être moins agressif en affaires, préférant écouter. Il semblerait que cette attitude soit une conséquence de son enlèvement en 1982. Bien que retrouvé sain et sauf, cet évènement l'aurait rendu plus sensible à sa condition humaine et un changement de personnalité a été remarqué.

## Distinctions et récompenses
Il a été intronisé au Canadian Business Hall of Fame en 2008.
Il a été nommé membre de l'Ordre du Canada.
Il est docteur honoraire de l'Université du Nouveau-Brunswick.